# Kidnapped in Romania
Kidnapped in Romania è un film del 2016 diretto da Carlo Fusco.

## Trama
Paul Lewis e Miriam Auster, trentenni statunitensi, lui fotografo e lei giornalista, fidanzati e prossimi al matrimonio, partono per la Romania per realizzare una guida turistica. Per spostarsi da una parte all'altra della regione utilizzano un'auto affittata dalla Guides Travel. Il viaggio, interamente rimborsato dalla redazione, prevede una serie di tappe concordate in precedenza che Paul e Miriam rispettano finché la donna non decide di effettuare una deviazione per visitare i luoghi della sua adolescenza. L'auto li lascia presto in panne e i reporter chiedono aiuto alle persone sbagliate, che li rapiscono per ottenere un riscatto.

## Produzione
La pellicola è stata prodotto da tre case cinematografiche: GPF 5 Stelle Ro Film, S.C. MYCOUNTRY PRODUCTION, e Wind of Corleone Film. Le scene sono state girate completamente in Romania, principalmente nel Distretto di Neamț, come a Piatra Neamț.

## Distribuzione
Il film è stato distribuito negli Stati Uniti il 2 Aprile 2016 dalla ITN Distribution.

## Accoglienza
Su IMDb riceve solo 2.5 punti su 10.